# Cap Croisette
Pour les articles homonymes, voir Croisette.
Le cap Croisette est le cap situé à l'extrême sud de la ville de Marseille, au bout d'une presqu'île qui fait face à l'île Maïre. Il est dominé par le massif de Marseilleveyre.

## Description
Il marque le début du massif des calanques de Marseille et fait partie administrativement du 8e arrondissement de la ville. Il est inclus dans le parc national des Calanques et fait principalement office de port. Ce dernier est nommé port des Croisettes et implique l'interdiction officielle de la baignade à cet endroit.
Le cap est séparé de l'île Maïre par une étroite passe nommée passage des Croisettes d'environ 80 mètres de large. Doté d'un fort courant, ce passage est essentiellement emprunté par des navires de pêche et de tourisme, puisqu'il est sur la voie la plus directe entre les Vieux-Port de Marseille et les Calanques. Les navires plus imposants doivent contourner l'île Maïre et l'île Tiboulen de Maïre qui la jouxte.
Le téléscaphe, une sorte de téléphérique sous-marin des années 1960 reliant Les Goudes à la calanque de Callelongue, ne passait pas par le passage des Croisettes puisqu'il débutait plus à l'est. Certains vestiges sont encore visibles comme les mécanismes à roues permettant de faire avancer les cabines côté calanque de Callelongue.
Un centre Union nationale des centres sportifs de plein air (UCPA) principalement consacré aux activités de plongée sous-marine y est implanté. Les sites de plongées sont essentiellement dans l'archipel de Riou comme l'épave du Liban, un paquebot qui a sombré en 1903 au sud de l'île Maïre. Un restaurant, qui prend le nom d'une petite anse du cap, la baie des Singes, et plusieurs cabanons privés se trouvent également au cap Croisette.
L'accès au cap Croisette se fait soit à pied depuis le sud des Goudes, le chemin rocailleux étant cependant peu praticable, soit par bateau, via le port des Croisettes.

Carte de l'archipel de Riou avec le cap Croisette (N.B.: cal. = calanque).

## Galerie

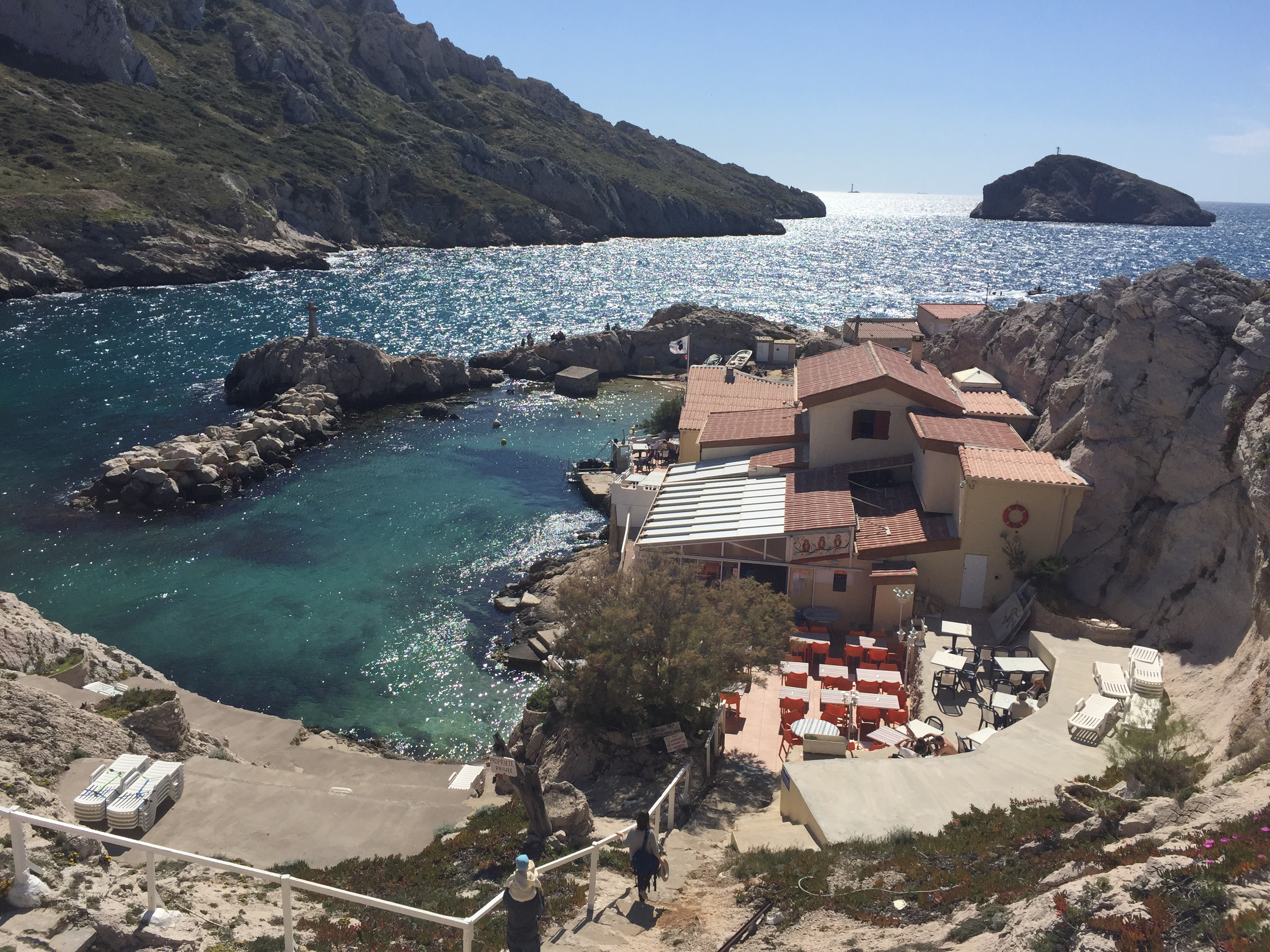
Vue de cap Croisette.
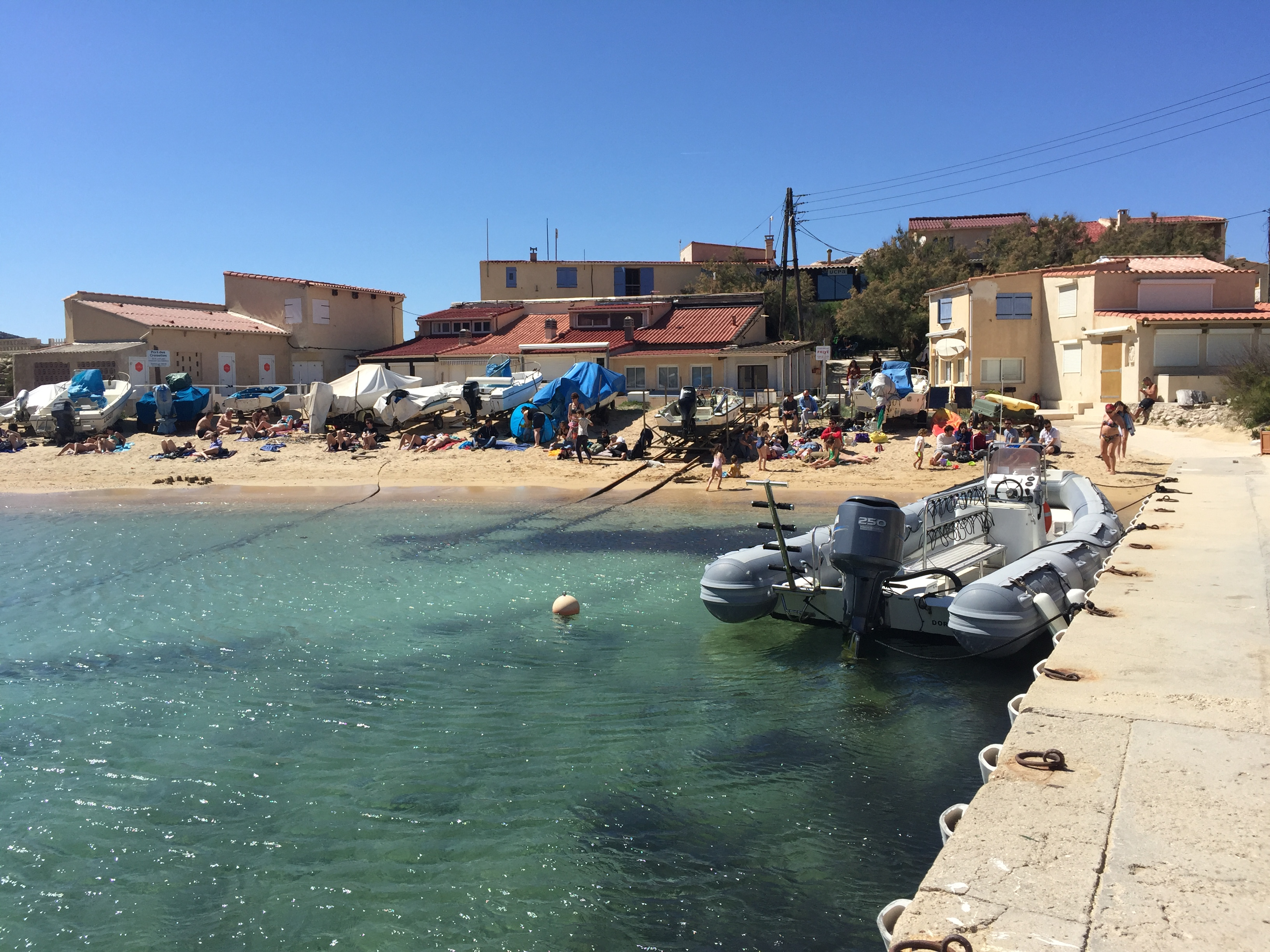
Port de cap Croisette.